# Stazione di Mamada
La stazione di Mamada (間々田駅?, Mamada-eki) è una stazione ferroviaria situata della città di Oyama, nella prefettura di Tochigi, ed è servita dalla linea principale Tōhoku sulla quale sono esercitati i servizi Utsunomiya e Shōnan-Shinjuku della JR East.

## Servizi ferroviari
East Japan Railway Company
■ Linea Utsunomiya (Tōhoku)
■ Linea Shōnan-Shinjuku

## Struttura
La stazione è dotata di due marciapiedi laterali con due binari in superficie. Il binario numero 2 è stato rimosso, e quindi i due binari possiedono i numeri 1 e 3
| 1 | ■ Linea Utsunomiya      | per Oyama, Utsunomiya e Kuroiso                |
| 3 | ■ Linea Utsunomiya      | per Ōmiya, Akabane e Ueno                      |
| 3 | ■ Linea Shōnan-Shinjuku | per Ōmiya, Shinjuku, Yokohama, Ōfuna e Odawara |

## Stazioni adiacenti
| «                                                                               | Servizio                      | »                     |
| Linea Utsunomiya                                                                | Linea Utsunomiya              | Linea Utsunomiya      |
| Linea Shōnan-Shinjuku                                                           | Linea Shōnan-Shinjuku         | Linea Shōnan-Shinjuku |
| ------------------------------------------------------------------------------- | ----------------------------- | --------------------- |
| Nogi                                                                            | Locale Locale Shōnan-Shinjuku | Oyama                 |
| Il Rapido "Rabbit", il Rapido Pendolari e il Rapido Shōnan-Shinjuku non fermano |                               |                       |